# Littledalea
Littledalea, rod trajnica iz porodice trava smješten u vlastiti tribus Littledaleeae, dio je nadtribusa Triticodae, potporodica Pooideae. Sastoji se od 4 vrste iz Srednje Azije, Kine, Tibeta i Nepala.

## Vrste
1. Littledalea alaica (Korsh.) Petrov ex Kom.
2. Littledalea przevalskyi Tzvelev
3. Littledalea racemosa Keng
4. Littledalea tibetica Hemsl.

## Vanjske poveznice
- Flora of China